# Ourapteryx picticaudata
Ourapteryx picticaudata är en fjärilsart som beskrevs av Walker 1860. Ourapteryx picticaudata ingår i släktet Ourapteryx och familjen mätare. Inga underarter finns listade i Catalogue of Life.